# Андерсонс, Эдуард
Эдуа́рд А́ндерсонс (латыш. Eduards Andersons; 1 апреля 1914, Рига — 29 ноября 1985, там же) — латвийский баскетболист, чемпион Европы 1935 года.

## Биография
Учился на юридическом факультете Латвийского университета. С 1930 года занимался баскетболом в университетском клубе «Университатес спортс», с 1933 года играл за первую команду. Стал в её составе четырёхкратным чемпионом Латвии (1934—1937). Выступал на позиции защитника.
В составе сборной Латвии сыграл 16 матчей. На победном для латвийцев первом в истории чемпионате Европы 1935 года в 3 матчах набрал 4 очка. На Олимпийских играх 1936 года в трёх матчах набрал 8 очков, а на чемпионате Европы 1937 года — 6 очков в 4 встречах.
В период с 1943 по 1944 год — председатель Баскетбольного союза Латвии. С 1945 по 1956 год отбывал заключение в лагере в Сибири. После освобождения и реабилитации работал начальником трамвайно-троллейбусного управления в Риге.